# SteamExpo 86
Teil der 1986 World Exposition on Transportation and Communication (EXPO 86) in Vancouver war eine vierzehntägige Ausstellung verschiedener historischer Dampflokomotiven aus Canada, den USA und Großbritannien. Vor der Eröffnung fand auf der Hafenstrecke der Canadian Pacific Railway eine Parade der betriebsfähigen Lokomotiven statt.

## Beteiligte Dampflokomotiven
| Lok-Nr.       | Name                      | Baujahr | Herkunft                           | Standort          | Bemerkung         |
| ------------- | ------------------------- | ------- | ---------------------------------- | ----------------- | ----------------- |
| CP 2860       | Royal Hudson              | 1940    | Canadian Pacific                   | Vancouver         |                   |
| CNR 6060      |                           | 1944    | Canadian National                  | Edmonton          |                   |
| CP 1201       |                           | 1944    | Canadian Pacific                   | Ottawa            |                   |
| BCR 1077      |                           | 1923    | British Columbia Railway           | Fort Steele       |                   |
| CNR 1392      |                           | 1913    | Canadian National                  | Edmonton          |                   |
| CNR 1009      |                           | 1912    | Canadian Government Railways #4529 | Hillsborough      |                   |
| 2             |                           | 1912    | Alberni Pacific                    | Port Alberni      |                   |
| Ohio C/N 2055 | Ohio Steam Crane          | 1916    |                                    | New Westminster   |                   |
|               | John Molson               | 1849    | Champlain and St Lawrence Railroad | Saint-Constant    | Replikat von 1970 |
| CP 3          |                           | 1882    | Canadian Pacific                   | Winnipeg          |                   |
|               | Dunrobin                  | 1895    | Duke of Sutherland                 | Forth Steele      |                   |
|               | Rocket                    | 1829    | Liverpool and Manchester Railway   | York (GB)         | Replikat von 1979 |
|               | Peter Pan                 | 1922    | Devon County Council               | Toddington (GB)   |                   |
| UP 8444       |                           | 1944    | Union Pacific                      | Omaha (USA)       |                   |
| SP 4449       |                           | 1941    | Southern Pacific                   | Portland (USA)    |                   |
| UP 4466       |                           | 1920    | Union Pacific                      | Sacramento (USA)  |                   |
| SP 3420       |                           | 1904    | Southern Pacific                   | El Paso (USA)     |                   |
| NP 1070       |                           | 1907    | Northern Pacific                   | Tacoma (USA)      |                   |
| V&T 22        | Inyo                      | 1875    | Virginia & Truckee                 | Carson City (USA) |                   |
| MRSRR 91      |                           | 1890    | Kinzua Pine Mills Co. #102         | Tacoma (USA)      |                   |
| QR 2          |                           | 1924    | Quincy Railroad                    | San Leandro (USA) |                   |
| PL 12         |                           | 1903    | Pickerung Lumber Co                | San Leandro (USA) |                   |
| MRSRR 10      |                           | 1928    | Hillcrest Lumber Co # 3            | Tacoma (USA)      |                   |
| GWR 51        |                           | 1906    | Great Western                      | Mead (USA)        |                   |
|               | John Bull                 | 1831    | Pennsylvania Railroad              | Strasbourg (USA)  | Replikat von 1981 |
|               | Best Friend of Charleston |         | Norfolk Southern                   | Roanoke (USA)     | Replikat von 1928 |
| Falk 1        |                           | 1892    | Elk River Mill & Lumber            | Eureka (USA)      |                   |
|               | Tom Thumb                 | 1830    | Baltimore & Ohio                   | Baltimore (USA)   | Replikat          |
| CVR 1         |                           | 1920    | Hillcrest Lumber #1                | Duncan            |                   |